# 韓水山
韓 水山（ハン・スサン、1946年11月13日 - ）は、韓国の小説家、世宗大学校教授。江原道麟蹄郡出身。

## 略歴
1946年11月13日、江原道麟蹄郡に生まれる。1972年東亜日報新春文芸に短編『4월의 끝(4月の終わり)』が当選し、文壇デビューした。翌年の1973年には韓国日報に長編小説『해빙기의 아침(解氷期の朝)』が入選した。1980年代後半には日本に滞在しながら韓国と日本の文化を比較し、1995年には日韓比較文化論『벚꽃도 사쿠라도 봄이면 핀다(桜も春になると咲く)』を発表した。韓の小説の特徴は、繊細かつ感性的な言葉から感じる映像美である。また、韓が直間接的に興味を持つ問題や素材が死と関連があるということも特徴である。
韓国の画家が日本を旅する途中、39歳で自殺した太宰治のお墓と生家を訪問する話を書いた『날개와 사슬(羽と鎖)』は、自分を圧倒する死の雰囲気を克服し、いかに自由を回復するかの問題を描いている。死とは精神の生まれ変りのための象徴的な手続きで、浪費と腐敗、虚無から逃れるための念願を象徴的に反映したといえる。そのような意味から韓の作品は印象主義と存在論的な色彩を持っていると評価されている。

## 年譜
- 1946年11月13日、江原道麟蹄郡に生まれる[1]。
- 1977年、第1回今日の作家賞受賞。
- 1984年、第4回緑園文学賞受賞。
- 1991年、第36回現代文学賞受賞。
- 1997年～世宗大学校国語国文学科教授。

## 代表作品
- 1973年、해빙기의 아침(解氷期の朝)[3][4]
- 1977年、부초(浮草)
- 1978年、4월의 끝(四月の終わり)、바다로 간 목마(海に行った木馬)、젊은 나그네(若い旅人)
- 1981年、욕망의 거리(欲望の街)
- 1984年、밤에서 밤으로(夜から夜に)
- 1986年、거리의 악사(街の楽士)、저녁에는 그대여 아침을 꿈꾸어라(夕方には朝を夢見ろ)
- 1991年、모래 위의 집(砂の上の家)
- 1995年、벚꽃도 사쿠라도 봄이면 핀다(桜も春になると咲く)
- 1996年、이 세상의 모든 아침(この世の全ての朝)
- 1998年、말 탄 자는 지나가다(馬に乗った人は通り過ぎていく)
- 2000年、단순하게 조금 느리게(単純に少し遅く)

## 日本語で読める作品
- 『軍艦島（上、下）』作品社、2009年、ISBN 4861822637、ISBN 4861822645